# Equipo Internacional Mixto en los Juegos Olímpicos de la Juventud
Los Equipos Internacionales Mixtos (o Equipos Mixtos Internacionales, EMIs, también llamados Equipos NOC Mixtos (del inglés Mixed-NOC) o Equipos combinados, son equipos de deportistas de diferentes países y habitualmente también de diferentes géneros, que compiten en un mismo equipo en algunos deportes en los Juegos Olímpicos de la Juventud y otras competencias internacionales. El fin es promover los valores de la convivencia y fraternidad en la práctica deportiva, por sobre las barreras nacionalistas y de género. El primer Juego Olímpico de la Juventud en donde se introdujo este concepto fue en el de los Juegos Olímpicos de la Juventud 2010. Por regla general compiten en pruebas diseñadas exclusivamente para competencias entre EMIs, pero en algunos casos los EMIs pueden competir contra equipos nacionales, como sucede en ciclismo, y golf.

## Características
Un Equipo Internacional Mixto se forma combinando deportistas de diferentes  comités olímpicos nacionales (NOC de sus siglas en inglés) y cada deporte define sus reglas de conformación. El sistema de integración más usado, en el caso de equipos de dos personas y con el fin de formar equipos competitivamente parejos, es el de juntar a la deportista que salió primera en la prueba individual, con el deportistas que salió último, a la segunda con el anteúltimo y así progresivamente. Este sistema "primera con último" es utilizado por deportes como tiro con arco, baile deportivo, o tiro deportivo. Otras federaciones internacionales optan por sistema basados en sorteos, como sucede en gimnasia, o pentatlón moderno.
Por regla general compiten en pruebas diseñadas exclusivamente para competencias entre EMIs, pero en algunos casos los EMIs pueden competir contra equipos nacionales, como sucede en ciclismo, y golf.
Al ganar un Equipo Internacional Mixto, se iza la  bandera olímpica en lugar de una bandera correspondiente a un país, e igualmente se escucha el  himno olímpico en lugar de un himno nacional.
La finalidad de los EMIs es fomentar los valores del movimiento olímpico, de confraternidad entre deportistas y personas de todo el mundo, conocimiento mutuo, acercamiento entre las diversas culturas y superación de la rivalidad entre naciones, y en algunos casos también entre géneros. La iniciativa de crear Equipos Internacionales Mixtos, que buscan la combinación de las diversidades nacionales, se complementa con la iniciativa de los Juegos Olímpicos de la Juventud de eliminar el medallero por naciones, y se relaciona con los equipos mixtos y los deportes mixtos, que tienen un objetivo similar en materia de género.